# Prudence Crandall
Prudence Crandall (3 de septiembre de 1803 - 28 de enero de 1890), fue una maestra de escuela y activista estadounidense que presionó por el sufragio de las mujeres y los derechos de los afroamericanos en los Estados Unidos. Originalmente de Rhode Island, Crandall se educó como cuáquera en Canterbury, Connecticut, y se hizo conocida por establecer una academia para la educación de niñas y mujeres afroamericanas.
En 1831, Crandall abrió una escuela privada para niñas blancas. Sin embargo, cuando admitió a Sarah Harris, una estudiante afroamericana de 17 años en 1832, tuvo lo que se considera la primera clase integrada en los Estados Unidos. Después de que Crandall decidió admitir niñas de color en su escuela, los padres de los niños blancos comenzaron a retirar su apoyo. A pesar de la reacción violenta que eventualmente recibió de la gente del pueblo, ella continuó educando, exclusivamente a muchachas jóvenes de color antes de ser obligada a irse, con su esposo, el reverendo Calvin Philleo, debido a la magnitud de las represalias de la gente del pueblo. En 1886, dos décadas después del final de la Guerra Civil y la abolición de la esclavitud, Connecticut aprobó una resolución en honor a Crandall y le proporcionó una pensión; ella murió unos años más tarde en 1890. En 2001 entró a formar parte del Salón de la fama de las mujeres de Rhode Island.

## Primeros años de vida
Prudence Crandall nació el 3 de septiembre de 1803 de Pardon y Esther Carpenter Crandall, una pareja cuáquera en el área de Hope Valley, en la ciudad de Hopkinton (Rhode Island). Cuando tenía 17 años, su padre se mudó con la familia a Canterbury, Connecticut. En Providence, Rhode Island, Crandall asistió a Friends Boarding School. Después de graduarse, Prudence Crandall enseñó en una escuela en la ciudad cercana de Plainfield, Rhode Island.

## Establecimiento del internado
En 1831, compró una casa, con su hermana Almira Crandall, para establecer la Canterbury Female Boarding School, a petición de los residentes aristocráticos de Canterbury, para educar a las jóvenes de la ciudad. Con la ayuda de su hermana y una ayudante, enseñó a unos cuarenta niños en diferentes materias, incluyendo geografía, historia, gramática, aritmética, lectura y escritura. Como directora del internado femenino, se consideró que Prudence Crandall tenía éxito en su capacidad para educar a las niñas, y la escuela floreció hasta septiembre de 1832.

## Integración del internado
Aunque Prudence Crandall creció como cuáquera estadounidense, admitió que no conocía a muchas personas de color o abolicionistas.  Descubrió los problemas de las personas de color a través de The Liberator, un periódico publicado por William Lloyd Garrison. Después de leer The Liberator, Prudence Crandall dijo en un relato anterior que «... contempló por un tiempo la manera en que podría servir mejor a la gente de color.»
La oportunidad de Prudence Crandall de ayudar a la gente de color llegó en el otoño de 1832. Sarah Harris, hija de un agricultor afroamericano libre cerca de Canterbury,  pidió ser aceptada en la escuela para prepararse para a la vez ella poder enseñar a otros afroamericanos.  Aunque Crandall dudó antes de acogerla, finalmente admitió a la niña, estableciendo lo que se cree que es la primera clase integrada en los Estados Unidos. Muchos ciudadanos prominentes se opusieron y presionaron a Crandall para que despidiera a Harris de la escuela, pero Crandall se negó. Aunque los estudiantes blancos en la escuela no se opusieron abiertamente a la presencia de Sarah Harris, las familias de los estudiantes blancos, de aquellos momentos, sacaron a sus hijas de la escuela.
En consecuencia, Crandall se dedicó a enseñar a niñas afroamericanas. Cerró temporalmente la escuela y comenzó a reclutar directamente nuevos estudiantes de color y el 2 de marzo de 1833, William Lloyd Garrison, un abolicionista y partidario de la escuela, colocó anuncios para nuevos alumnos en su periódico The Liberator. Crandall anunció que el primer lunes de abril de 1833, abriría una escuela «para la recepción de señoritas de color, ... Términos, $ 25 por trimestre, la mitad pagada por adelantado.» Sus referencias incluían abolicionistas líderes como Arthur Tappan, Samuel J. May, William Lloyd Garrison y Arnold Buffum.
Cuando se difundió la noticia de que la escuela se había extendido, las familias afroamericanas comenzaron a organizar la inscripción de sus hijas en la academia de Crandall. El 1 de abril de 1833, veinte niñas afroamericanas de Boston, Providence, Nueva York, Filadelfia y las áreas circundantes de Connecticut llegaron a la Escuela de Miss Crandall.

## Contracción pública
En respuesta a la nueva escuela, un comité de cuatro hombres blancos prominentes en la ciudad, Rufus Adams, Daniel Frost Jr., Andrew Harris y Richard Fenner, intentaron convencer a Crandall de que su escuela para mujeres jóvenes de color sería perjudicial para la seguridad de los blancos en la ciudad de Canterbury.  Frost afirmó que el internado fomentaría la «igualdad social y el matrimonio entre blancos y negros.»
Al principio, los ciudadanos de Canterbury protestaron contra la escuela y luego celebraron reuniones en la ciudad «para idear y adoptar medidas que pudieran evitar la molestia, o rápidamente disminuirla ...» La respuesta de la ciudad se convirtió en advertencias, amenazas y actos de violencia contra la escuela. Crandall se enfrentó a una gran oposición local, y sus detractores no tenían planes de echarse atrás. El 24 de mayo de 1833, la legislatura de Connecticut aprobó la «Ley Negra», que prohibía que una escuela enseñara a estudiantes afroamericanos de fuera del estado sin el permiso del pueblo.  En julio, Crandall fue arrestada y encerrada en la cárcel del condado por una noche y después liberada bajo fianza para esperar su juicio.
Bajo la «Ley Negra», la gente del pueblo se negó a atender a los estudiantes o a Crandall, cerrando sus tiendas y casas de reunión. Los conductores se negaron a proporcionarles transporte, y los médicos de la ciudad se negaron a atenderlos. La gente del pueblo envenenó el pozo de la escuela, su única fuente de agua, con heces de animales e impidió que Crandall obtuviera agua de otras fuentes. Crandall y sus alumnos además de recibir reacciones violentas, tuvieron que soportar de los ciudadanos de Canterbury insultos y amenazas hacia su padre. Aunque se enfrentó a dificultades extremas, Crandall continuó enseñando a las jóvenes de color lo que enfureció aún más a la comunidad. Los estudiantes de Crandall también sufrieron. Ann Eliza Hammond, una estudiante de 17 años, fue arrestada; aunque, con la ayuda del abolicionista local Samuel J. May , pudo dar una fianza. Se recaudaron unos $ 10,000 a través de donaciones.

## Procedimientos judiciales
Arthur Tappan de Nueva York, un prominente abolicionista,  donó $ 10,000 para contratar a los mejores abogados para defender a Crandall durante sus juicios. El primero se abrió en la corte del condado de Windham el 23 de agosto de 1833.  El caso impugnó la constitucionalidad de la ley de Connecticut que prohíbe la educación de afroamericanos de fuera del estado. La defensa argumentó que los afroamericanos eran ciudadanos de otros estados, por lo tanto, no había ninguna razón por la cual no deberían ser considerados como tales en Connecticut. Por lo que, se centraron en la privación de los derechos de los estudiantes afroamericanos en virtud de la Constitución de los Estados Unidos. Por el contrario, la fiscalía negó el hecho de que los afroamericanos liberados fueran ciudadanos de cualquier estado. El jurado de la corte del condado finalmente no pudo tomar una decisión para los casos.
Un segundo juicio en el Tribunal superior decidió en contra de la escuela, y el caso fue llevado al Tribunal Supremo de Errores (ahora llamado el Tribunal supremo de Connecticut ) en apelación en julio de 1834. El tribunal superior de Connecticut revocó la decisión del tribunal inferior, desestimando el caso el 22 de julio debido a un defecto de procedimiento. La Ley Black prohibía la educación de niños negros fuera de Connecticut a menos que la autoridad civil local y los hombres de la ciudad les concedieran permiso. Pero la información de la fiscalía acusó a Crandall no haber alegado que ella había establecido su escuela sin el permiso de la autoridad civil y los hombres de la selección de Canterbury. Por lo tanto, el Tribunal Supremo sostuvo que la información era fatalmente defectuosa porque la conducta que alegaba no constituía un delito. El Tribunal no abordó la cuestión de si la ciudadanía de los afroamericanos libres debía ser reconocida en todos los estados.
El proceso judicial no había detenido el funcionamiento del internado de Canterbury, pero el vandalismo de la gente de la ciudad contra él aumentó. Los residentes de Canterbury estaban tan enojados que el tribunal hubiese desestimado el caso, que los vándalos incendiaron la escuela en enero de 1834, pero fracasaron en sus intentos de destruir la escuela. El 9 de septiembre de 1834, un grupo de ciudadanos rompió casi noventa ventanas en la academia con pesadas barras de hierro. Por la seguridad de sus alumnos, su familia y ella misma, Prudence Crandall cerró su escuela el 10 de septiembre de 1834.
Connecticut derogó oficialmente la Ley Negra en 1838.

## Años posteriores
En agosto de 1834, Prudence Crandall se casó con el reverendo Calvin Philleo, un predicador bautista en Canterbury de Connecticut. La pareja se mudó a Massachusetts por un período de tiempo, y también vivieron en Nueva York, Rhode Island e Illinois. Más tarde, en Illinois, el reverendo Calvin Philleo murió en 1874.
Después de la muerte de su esposo, Crandall se mudó con su hermano Ezequías a Elk Falls, a Kansas alrededor de 1877, y fue allí donde su hermano finalmente murió en 1881. En 1886, el estado de Connecticut honró a Prudence Crandall con un acto de la legislatura, respaldado por el escritor Mark Twain, que le proporcionaba una pensión anual de $ 400 (equivalente a $ 10,900 en 2017). Prudence Crandall murió en Kansas el 28 de enero de 1890, a la edad de 86 años. Ella y su hermano Ezequías están enterrados en el cementerio de Elk Falls.

## Legado
La Iglesia episcopal en los Estados Unidos recuerda a Crandall anualmente el 3 de septiembre, como una santa, en su calendario litúrgico.
A fines del siglo XX, Crandall recibió renovada atención y honores:
- La Casa Prudence Crandall en Canterbury fue declarada Monumento Histórico Nacional en 1991.[19]
- El edificio de la escuela de Crandall sobrevivió al vandalismo y todavía se encuentra en Canterbury.[6]  Ahora es propiedad del estado y funciona como el Prudence Crandall Museum, dirigido por la Comisión de Cultura y Turismo de Connecticut.[20]
- Prudence Crandall's papers are held by the Connecticut College archives.[20]
- Los documentos de Prudence Crandall están en los archivos del Connecticut College.«Prudence Crandall Collection Finding Aid». Archivado desde el original el 3 de marzo de 2016. Consultado el 3 de maig de 2016.</ref>
- Crandall fue el tema de una película de televisión titulada She Stood Alone (1991), en la que fue interpretada por la actriz Mare Winningham.[21]
- Crandall es miembro de los salones estatales de la mujer en Connecticut y Rhode Island.[22]
- En Enfield, Connecticut , la Escuela Primaria Prudence Crandall rinde homenaje a su trabajo en educación.
- En 1995, la Asamblea General de Connecticut designó a Prudence Crandall como la heroína oficial del estado.[23] En 2009, se erigió una estatua de Crandall con un alumno, en la capital del estado.[24]
- Kansas erigió un marcador de autopista interestatal para honrar a Crandall —donde hay nota de su litigio en Connecticut como precursor del histórico caso de la Corte Suprema de los Estados Unidos, Caso Brown contra Consejo de Educación (1954), que involucró al distrito escolar de Topeka, Kansas—.[25]